# Pierre Jamet
Pierre Jamet (* 21. April 1893 in Orléans; † 17. Juni 1991 in Gargilesse-Dampierre) war ein französischer Harfenist und Musikpädagoge.

## Leben und Wirken
Pierre Jamet hatte als Kind Musikunterricht bei seiner Mutter. Er spielte zunächst Klavier, dann chromatische Harfe. Ab 1906 besuchte er am Pariser Konservatorium die Klasse von Marie Tassu-Spencer. Er wechselte dann zur Doppelpedalharfe und dem Lehrer Alphonse Hasselmans. 1912 erhielt er in dem Fach den ersten Preis.
1913 wurde er Mitglied des Orchesters des Théâtre des Champs-Elysées unter Leitung des Dirigenten Désiré-Émile Inghelbrecht. Seit 1917 arbeitete er auch solistisch. Am 9. März 1917 spielte er in der Uraufführung von Claude Debussys Trio für Flöte, Viola und Harfe. 1920 wurde er Harfenist der Concerts Lamoureux. Zwei Jahre später gründete er ein Instrumentalquintett in der Besetzung Harfe, Streichtrio und Flöte, das ab 1945 als Quintette Pierre Jamet. Komponisten wie Jean Françaix und Germaine Tailleferre schrieben Werke für diese Formation.
Von 1936 bis 1959 war Jamet zudem Soloharfenist an der Pariser Oper, von 1936 bis 1938 bei den Concerts Pasdeloup und danach bis 1948 bei den Concerts Colonne.
Von 1948 bis 1963 unterrichtete Jamet Harfe am Conservatoire de Paris. 1962 gründete er die Association Internationale des Harpistes et Amis de la Harpe, 1964 bei den Sommerkursen der Académie de Gargilesse die École de Harpe.
1968 gründete Jamet das jährliche Festival de Gargilesse, 1977 den Internationalen Harfenwettbewerb Concours Marie-Antoinette Cazala, der bis 1991 alle drei Jahre stattfand.